# Grupa generała Lucjana Żeligowskiego
Grupa generała Lucjana Żeligowskiego – wyższy związek taktyczny Wojska Polskiego okresu polsko-bolszewickiej.
7 marca 1920 został wydany rozkaz o likwidacji dowództw frontów. Józef Piłsudski nakazał, aby z dniem 1 kwietnia 1920 wszystkie dowództwa frontu zostały skasowane, a na ich bazie powstały dowództwa armii. Na mocy tego rozkazu dotychczasowe dowództwo Grupy gen. Żeligowskiego zostało przekształcone w dowództwo 7 Armii.

## Struktura organizacyjna
Skład 20 lipca 1920:
- dowództwo grupy
- 10 Dywizja Piechoty
- 8 Dywizja Piechoty
- oddział ochotniczy

Skład 10 września 1920:
- dowództwo grupy
- 10 Dywizja Piechoty
- Kubańska Brygada Kawalerii esauła Wadima Jakowlewa